# Kellett Autogiro Corporation

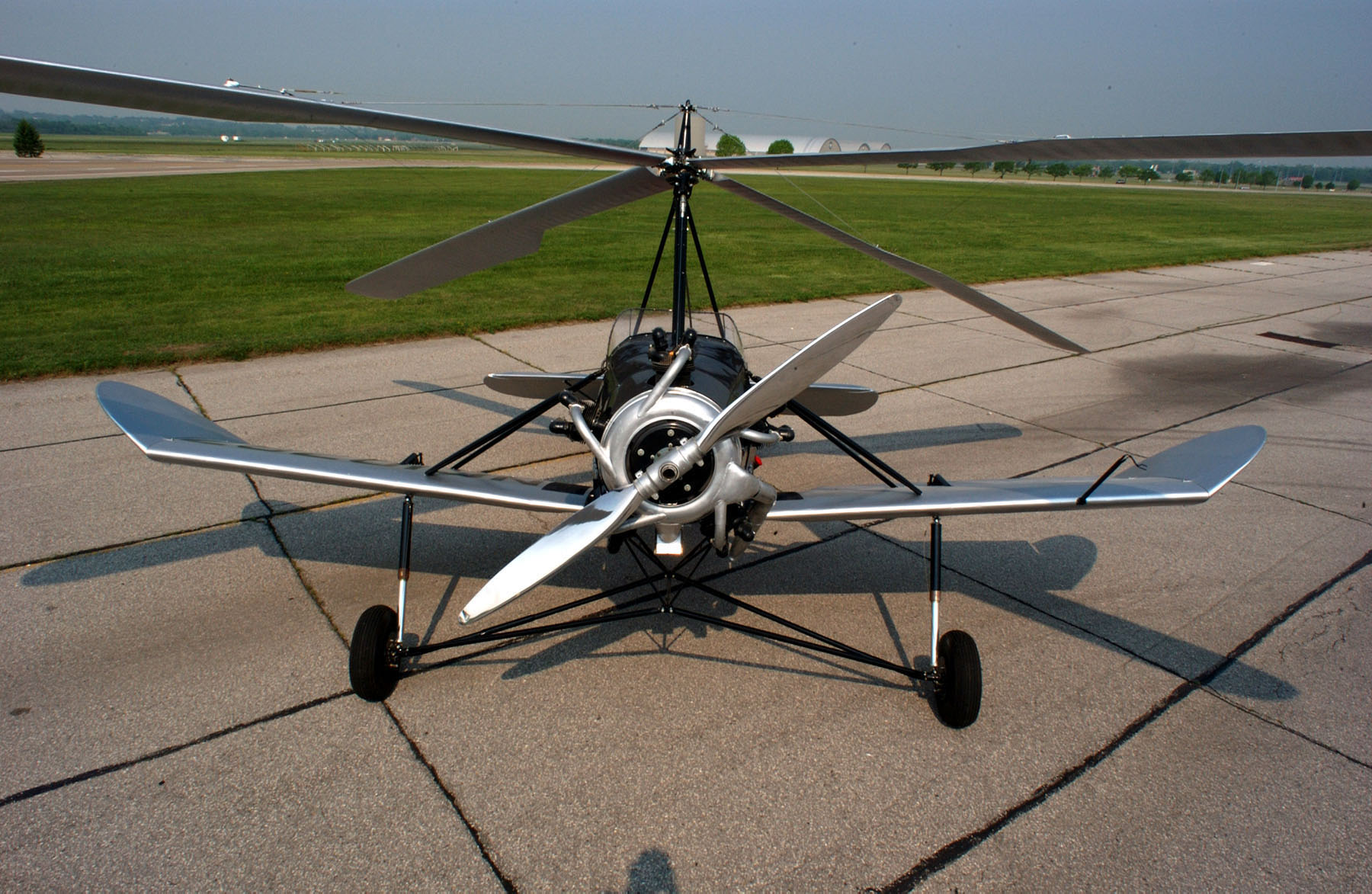
Kellett K-2

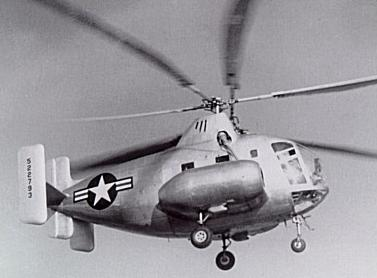
Kellett XR-10

La Kellett Autogiro Corporation est une société de construction aéronautique américaine  fondée en 1929 et basée à Philadelphie en Pennsylvanie, société tirant son nom de ses fondateurs W. Wallace (1891-1951) et Roderick G Kellett et spécialisés dans la construction d'autogyres.

## Histoire
La Kellett Autogiro Corporation a été formée en 1929 après avoir acquis une licence de Pitcairn-Cierva pour construire des autogyres. Les trois premiers modèles étaient tous conçus suivant le design des Cierva et le KD-1 plus avancé était similaire au Cierva C.30. Le KD-1/G-1 fut le premier avion à voilure tournante pratique utilisée par l'armée américaine. 
La compagnie a cessé la construction des autogyres dans les années 1940.en 1943, elle prend le nom de Kellett Aircraft Corp. et passe à la conception d'hélicoptères. 

Dans les années 1950, elle construit des hélicoptères ultra-légers RH-1 pour tester quelques fonctionnalités du rotor et sa dernière conception : le K-25 était un convertiplane expérimental utilisant des rotors basculants.

En 1970,, la compagnie change de nom en Kellett Corp.
En 1987, elle fait faillite et certaines pièces et équipements sont vendus à Piasecki.

## Modèles
- Kellett K-2
- Kellett K-3
- Kellett K-4
- Kellett KD-1
- Kellett XR-8
- Kellett XR-10
- Kellett KH-15 [1]
- Kellett K-25 [2]